# Kabupaten de Timor central Nord
Le kabupaten de Timor central Nord, en indonésien Kabupaten Timor Tengah Utara, est un kabupaten de la province des petites îles de la Sonde orientales en Indonésie. Son chef-lieu est Kefamenanu.

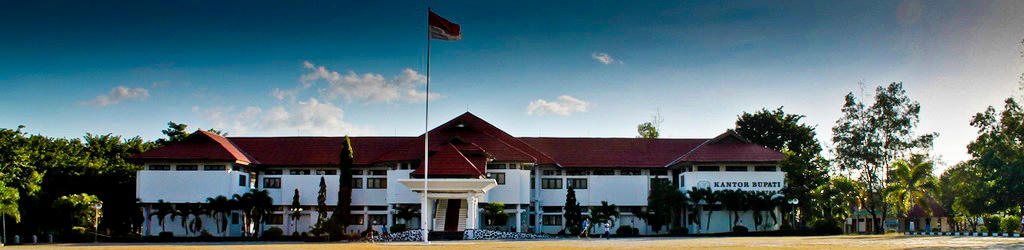
Bureau de régent du Timor central-nord

## Géographie
Il est composé d'une partie de l'île de Timor.

## Divisions administratives
Il est divisé en 24 kecamatans :
- Miomaffo Barat
- Miomaffo Tengah
- Musi
- Mutis
- Miomaffo Timur
- Noemuti
- Bikomi Selatan
- Bikomi Tengah
- Bikomi Nilulat
- Bikomi Utara
- Naibenu
- Noemuti Timur
- Kota Kefamenanu
- Insana
- Insana Utara
- Insana Barat
- Insana Tengah
- Insana Fatinesu
- Biboki Selantan
- Biboki Tanpah
- Biboki Moenleu
- Biboki Utara
- Biboki Anleu
- Biboki Feotleu